# Опиумная война (фильм)
«Опиумная война» — афганский фильм 2008 года, снятый режиссёром Сиддиком Бармаком. Картина была выдвинута Афганистаном на соискание Оскара как Лучший фильм на иностранном языке, но не была принята в качестве номинанта.
Чтобы создать реалистичную картину целого поля опийного мака, Сиддик Бармак вынужден был обратиться к афганскому правительству за разрешением о его выращивании, так как с 2002 года в Афганистане посадки данной культуры стали нелегальными. Специальные команды по зачистке маковых посевов дважды пытались уничтожить урожай; затем прекратились дожди, и Бармак вынужден был доставлять воду из источника, находившегося в 30 км от места съёмок.

## Сюжет
В результате крушения вертолёта двое американцев — белый офицер и чернокожий солдат — оказываются в афганской пустыне. Под дулом пистолета солдат вынужден нести на своих плечах раненого офицера по местности, полной мин. Через некоторое время они наталкиваются на маковое поле и, увидев посреди его БТР, решают атаковать. Но оказывается, что машина служит простым жилищем для семьи, состоящей сплошь из женщин и одного мальчика. Данная встреча послужит началом целой серии событий, негативных и не только, которые суждено пережить американцам.

## Награды
| Год  | Премия                             | Категория                           | Имя           | Результат |
| ---- | ---------------------------------- | ----------------------------------- | ------------- | --------- |
| 2008 | Международный кинофестиваль в Риме | Золотой Марк Аврелий — лучший фильм | Сиддик Бармак | Победа    |